# Portici Ercolani

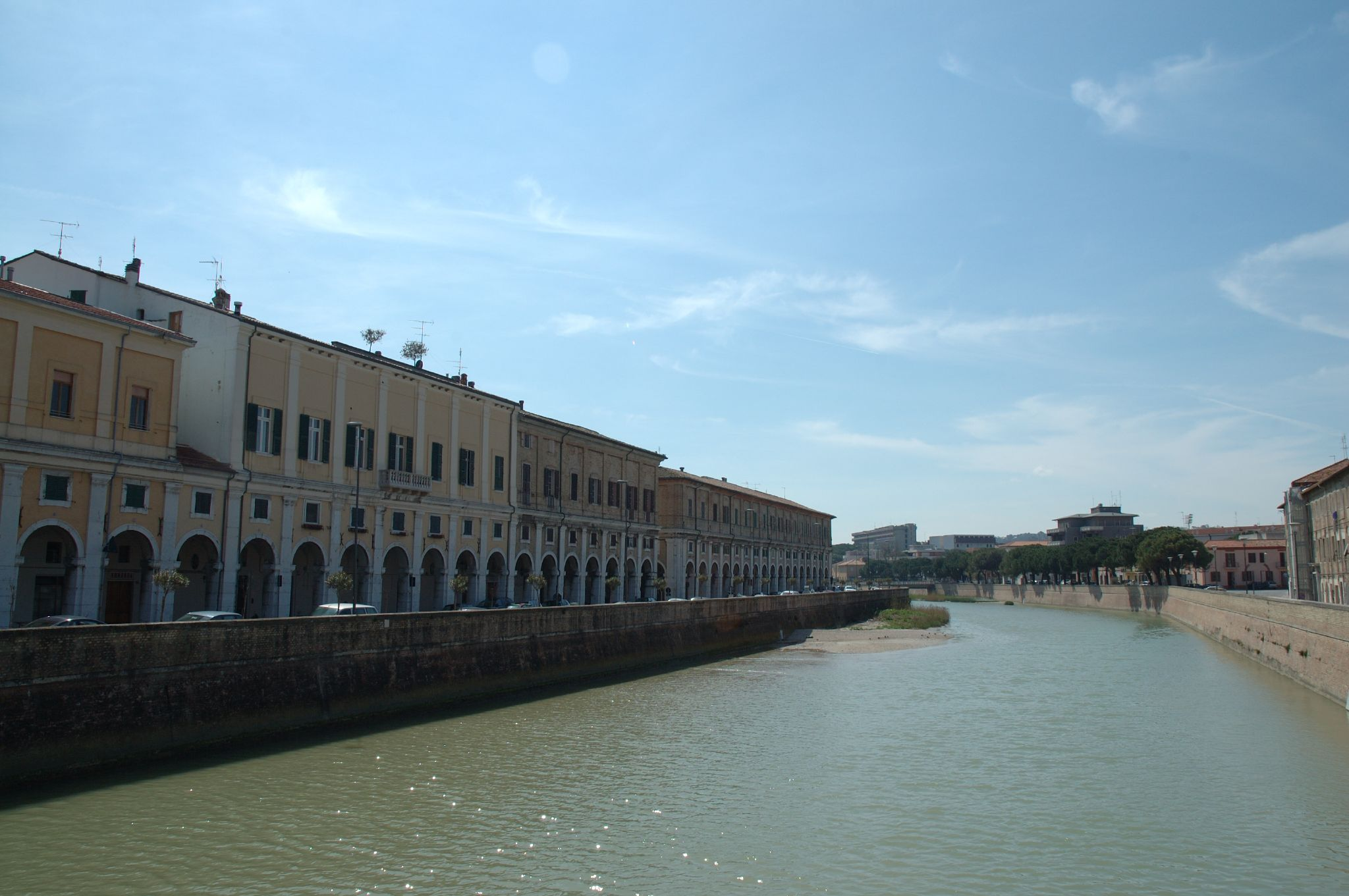
Portici Ercolani in Senigallia (Italië)

De Portici Ercolani zijn een galerij in de Italiaanse stad Senigallia (provincie Ancona) in de regio Marche.
Ze dateren van de 18e eeuw en werden gebouwd in opdracht van paus Benedictus XIV (1746). Senigallia maakte destijds deel uit van de Pauselijke Staat. De architecten van het neoclassicistisch bouwwerk waren markies-prelaat Ercolani en Alessandro Rossi. Het is Ercolani die zijn naam gaf aan het bouwwerk. Het beslaat 127 portieken gebouwd in graniet van Istrië.
De Portici Ercolani waren deel van een groter plan om de stad Senigallia te verfraaien. Ze bevinden zich aan de rechter oever van de rivier Misa; oorspronkelijk was hetzelfde bouwwerk eveneens aan de linker oever voorzien. Wegens geldgebrek ging dit niet door. De Portici Ercolani hadden als doel de jaarmarkt van de stad Senigallia te huisvesten. Dit was een van de grootste jaarmarkten aan de Adriatische Zee in de 18e eeuw. Senigallia heeft sindsdien een traditie behouden van jaarmarkten, ruilbeurzen en handelsbeurzen. De Portici Ercolani worden ook vandaag nog gebruikt door handelaars.